# Leiter International Performance Scale
Leiter International Performance Scale eller  Leiter är en begåvningstest för barn och ungdomar mellan 2 och 20 år gamla. Förutom en vanlig intelligenskvot (IQ) så ger också Leiter ett mått på barnets logiska förmåga. Leiter har också fördelen att det kan bjudas (användas) helt utan verbalt språk. Detta är användbart om barnet inte kan svenska, och tolk inte kan användas, eller om barnet har specifika språksvårigheter.
Den senaste versionen av Leiter kallas Leiter-R (Revised).